# Ночной режим. Фильм
«Ночной режим» — российский фантастический триллер Андрея Либенсона. В главной роли: Андрей Мерзликин. Премьера фильма в России состоялась 18 августа 2022 года.

## Сюжет
Фильм рассказывает о фотографе Романе, которого обвиняют в убийстве четырёх человек. Он уверен в том, что невиновен, однако не способен вспомнить, что произошло. Оказавшись в тюрьме, он во снах встречает загадочного мужчину, который называет себя Учителем и предлагает свою помощь…

## В ролях
| Актёр              | Роль                     |
| ------------------ | ------------------------ |
| Андрей Мерзликин   | Учитель                  |
| Павел Табаков      | Роман Белов              |
| Екатерина Шумакова | Ирина                    |
| Андрей Карако      | Кирилл                   |
| Андрей Душечкин    | Дмитрий Петрович         |
| Игорь Сигов        | Саша                     |
| Андрей Олиференко  | начальник тюрьмы / судья |
| Алексей Труфанов   | Филин                    |
| Антон Макуха       | Кадык                    |
| Виктор Богушевич   | Беломор                  |